# Hesperoxiphion
Hesperoxiphion  Baker – rodzaj roślin należący do rodziny kosaćcowatych (Iridaceae), obejmujący 5 gatunków występujących endemicznie w północno-zachodniej Ameryce Południowej, na obszarze Boliwii, Kolumbii i Peru. 
Nazwa naukowa rodzaju pochodzi od greckich słów εσπερο (hespero – wieczór, zachód) i ξίφος  (xiphos – miecz).

## Systematyka
Rodzaj z plemienia Tigridieae, z podrodziny Iridoideae z rodziny kosaćcowatych (Iridaceae).
Wykaz gatunków
- Hesperoxiphion herrerae (Diels ex R.C.Foster) Ravenna
- Hesperoxiphion huilense Ravenna
- Hesperoxiphion niveum (Ravenna) Ravenna
- Hesperoxiphion pardalis (Ravenna) Ravenna
- Hesperoxiphion peruvianum (Baker) Baker